# Rinspeed iChange
Der Rinspeed iChange ist ein Konzeptfahrzeug des schweizerischen Fahrzeugherstellers Rinspeed. Der Wagen feierte seine Premiere auf dem Genfer Auto-Salon 2009.
Der 1050 Kilogramm schwere Wagen wird von einem 204 PS/150 kW-Elektromotor angetrieben, der das Auto in unter fünf Sekunden von 0 auf 100 km/h beschleunigt. Das Sechs-Gang-Getriebe des Fahrzeugs stammt aus einem Subaru Impreza.
Auffällig am Fahrzeug ist, dass es keine Türen besitzt. Sobald eine Person in das Auto einsteigen möchte, klappt die gesamte Dachkonstruktion nach oben und bietet so die Möglichkeit, ins Fahrzeug zu gelangen. Je nach Platzbedürfnis kann dieser Aufbau abgesenkt, sodass nur eine Person im Auto Platz findet, oder erhöht werden, um zwei weitere Mitfahrer mitnehmen zu können.